# Fryderyk (imię)
Fryderyk – imię męskie pochodzenia germańskiego (niem. Friedrich). Dawniej adaptowane do języka polskiego w formach Biedrzych, Berdych.
Wywodzi się od zbitki słów fridu – „obrona”, „opieka” oraz richi – „możny”, „bogaty”, „potężny”.
Imieniny obchodzi: 5 marca, 27 maja, 18 lipca, 4 sierpnia i 30 listopada.
Żeńskie odpowiedniki: Fryderyka, Fryda, Freda.

## Odpowiedniki w innych językach
- angielski: Frederic, Fredric, Fredrick
- czeski: Bedřich, Fridrich
- esperanto: Frederiko[1]
- fiński: Rieti, Fredrik
- francuski: Frédéric
- hiszpański, włoski: Federico
- łacina: Fridericus
- łotewski: Fridrihs, Fricis
- niemiecki: Friedrich (Fritz)
- niderlandzki: Frederik (Freek, Frerik)
- polski: Fryderyk
- portugalski: Frederico, Federico
- rumuński: Frederic
- słowacki: Bedrich, Frederik
- szwedzki: Fredrik (Fred)
- węgierski: Frigyes[2]

## Znane osoby o imieniu Fryderyk
- Fryderyk I Barbarossa – cesarz rzymski
- Fryderyk II Hohenstauf – cesarz rzymski
- Fryderyk opawski – formalny książę opawski w latach 1452–1456 z dynastii Przemyślidów
- Fryderyk Chopin
- Fryderyk Engels
- Federico Fellini
- Frédéric Gorny – francuski aktor filmowy
- Fryderyk Hayder
- Friedrich Hayek
- Friedrich Hölderlin
- Fryderyk Jarosy
- Fryderyk Krasicki
- Fryderyk Massalski (zm. przed 1625) – kniaź, sędzia ziemski trocki
- Freddie Mercury – ps. sceniczny Farrokha Bulsary, muzyka i piosenkarza rockowego
- Fryderyk Nietzsche
- Frederick Pitcher – były prezydent Nauru
- Fryderyk von Reden
- Fryderyk Schiller
- Fryderyk Wilhelm Schweikert
- Bedřich Smetana
- Federico Sordillo
- Frederick Stanley, 16. hrabia Derby – lord Stanley, fundator pucharu Stanleya (NHL)
- Fryderyk von Sack – założyciel kopalni Charlotte (obecnie Rydułtowy Anna)
- Karol Fryderyk Gauss